# Église de Tous-les-Saints de Sébastopol
Pour les articles homonymes, voir Église de Tous-les-Saints.
L'église de Tous-les-Saints (en ukrainien : Храм Всіх Святих) est une église orthodoxe située dans le raïon Lénine à Sébastopol en Crimée. 

## Histoire
Elle se trouve dans le cimetière de la ville au 9 de la rue Pojarova. C'est un édifice protégé du patrimoine qui a été achevée en 1822 aux frais du vice-amiral Philippe Bychensky. Lors de la guerre de Crimée, elle servit d'écurie aux troupes turcs et françaises.

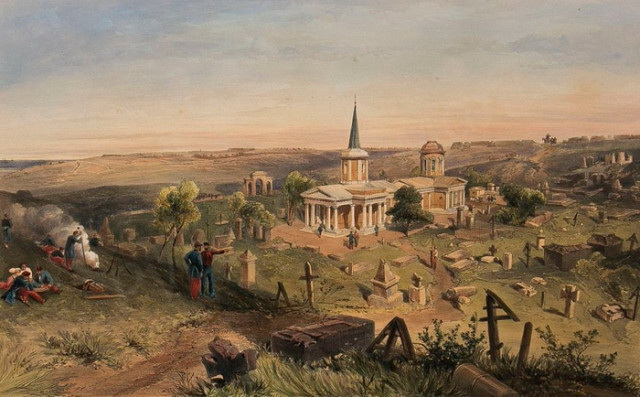
Le cimetière de la quarantaine par Jonathan Needham et William Simpson en 1855.